# Miroslav Krleža

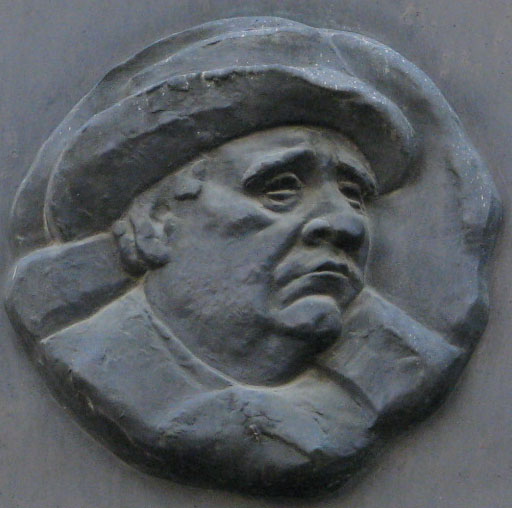
Miroslav Krleža

Miroslav Krleža (* 7. Juli 1893 in Zagreb, seinerzeit Österreich-Ungarn; † 29. Dezember 1981 ebenda) war ein bedeutender jugoslawischer und kroatischer Schriftsteller. Im Laufe von 66 Schaffensjahren verfasste er über 50 Monographien vieler Genres, von Poesie und Polemik über Romane und Dramen bis zu Reiseerzählungen und politischer Publizistik.

## Leben
Krleža besuchte in Zagreb die Volksschule und bis 1908 die ersten vier Klassen des Gymnasiums. Danach absolvierte er von 1908 bis 1911 die Kadettenschule in Pécs. Als besonders guter Schüler erhielt er ein kaiserliches Stipendium, wonach er für die nächsten beiden Jahre die Militärakademie Ludoviceum in Budapest besuchte. 1913 verließ er das Institut und reiste über Frankreich nach Skopje, wo er sich in jugendlicher Begeisterung als Freiwilliger der serbischen Armee anschließen wollte. Bald einmal wurde er als österreichischer Spion verdächtigt und zur Überprüfung nach Belgrad überstellt. Darauf wollte er sich wieder in die österreichisch-ungarische Monarchie durchschlagen, wurde nun aber von der österreichischen Grenzpolizei festgenommen. Danach begab er sich nach Zagreb, wo seine ersten literarischen Arbeiten entstanden.
Im Ersten Weltkrieg wurde Krleža 1915 in die österreich-ungarische Armee einberufen. Nach einem Aufenthalt im Militärkrankenhaus wurde er 1916 für kurze Zeit an die Front nach Galizien abkommandiert. Bald konnte er wieder nach Zagreb zurückkehren, wo er bis Ende des Krieges in der Etappe diente.
1919 gründete und leitete er die Literaturzeitschrift Plamen (deutsch Die Flamme). Im selben Jahr heiratete er Leposava Kangrga. Von 1923 bis 1927 leitete er die Zeitschrift Književna republika (deutsch Die Literaturrepublik). 1924 reiste er in die Sowjetunion, worauf ihm in seiner Heimat der Reisepass abgenommen wurde. 1932 bereiste er die Tschechoslowakei und Polen. Zusammen mit Milan Bogdanović gründete er 1934 die Zeitschrift Danas (deutsch Heute). 1939–1940 leitete er die Zeitschrift Pečat (deutsch Das Siegel). 1941 verhaftete ihn die Gestapo. Auf Intervention des Schriftstellers und hohen Ustaša-Politikers Mile Budak wurde Krleža nach einigen Tagen wieder entlassen, worauf er die Kriegsjahre zurückgezogen in Zagreb verbrachte.
Nach dem Zweiten Weltkrieg war er zunächst Redakteur der Zeitschrift Republika. Seit 1947 war er Mitglied der Jugoslawischen Akademie und deren langjähriger Vizepräsident. 1950 organisierte Krleža in Paris eine Ausstellung über mittelalterliche Kunst aus Jugoslawien. In diesem Jahr wurde er auch Direktor des neu gegründeten Jugoslawischen Lexikographischen Instituts in Zagreb. In dieser Funktion war er für die Herausgabe verschiedener Lexika und Enzyklopädien verantwortlich. 1962 war er Mitbegründer der Zeitschrift Forum. 1968 erhielt er den Herderpreis der Universität Wien. Nach seinem Tode 1982 wurde Krleža auf dem Friedhof Mirogoj in Zagreb beerdigt.

## Wichtige Werke
Nach Krležas Erfahrungen im Ersten Weltkrieg ist Krieg in seinen verschiedenen Ausprägungen eines seiner wichtigsten Themen. Auch wenn er sich etwa in der Kriegslyrik (1918–1919) häufig biblischer Symbolik bedient, ist schon hier der kommunistische Einfluss auf sein Gedankengut bemerkbar.
Als eines der wichtigsten Werke gilt die Sammlung von Erzählungen Der kroatische Gott Mars (Hrvatski bog Mars) 1922 (erweiterte Ausgabe 1933). Dieses Werk beschreibt in einer Serie von scheinbar unzusammenhängenden Fragmenten, die sich zu verschiedenen Zeiten und in verschiedenen Kriegen abspielen, die Tragödie des einfachen Volkes, das für die Ziele der Mächtigen, noch dazu fremder, in den Tod geschickt wird. Sowohl von der Intention als auch streckenweise von der Stilistik her ist es mit den Letzten Tagen der Menschheit von Karl Kraus vergleichbar, mit dem Krleža auch sonst einiges verbindet.
Ein weiteres wichtiges Werk ist Die Rückkehr des Filip Latinovicz (Povratak Filipa Latinovicza) 1932.
In der Zwischenkriegszeit war Krleža als Herausgeber mehrerer Zeitschriften tätig, so unter anderen Plamen („Flamme“), Književna republika („Literarische Republik“), Danas („Heute“) und, als die bekannteste, Pečat („Stempel“), wo er auch seinen berühmten Aufsatz Der dialektische Antibarbar veröffentlichte. In den 1930er Jahren kam es trotz seiner persönlichen Freundschaft mit Josip Broz Tito zu immer offeneren Gegensätzen zwischen ihm und der politischen Führung der kommunistischen Partei. Im Zweiten Weltkrieg, in der Zeit des so genannten Unabhängigen Staats Kroatien, zog er sich in die innere Emigration zurück, blieb aber in Zagreb.
Unter dem neuen jugoslawischen Regime konnte er sich bald eine gesicherte Position erarbeiten und leitete unter anderem das Zagreber lexographische Institut, wo er an der Herausgabe mehrerer Enzyklopädien beteiligt war. Auch seine Kreativität als Schriftsteller ließ nicht nach. Während der Protestbewegung des Kroatischen Frühlings in den späten 1960er und den frühen 1970er Jahren war er Mitunterzeichner der „Deklaration über die literarische Kroatische Sprache“.

## Poesie
Krležas lyrische Werk ist die Ausnahme seiner eigenen Aussage: „Wer auf jedem Gebiet versagt hat, kann sich immer noch mit der Politik oder Poesie beschäftigen“.
Seine Erstlingswerke Pan und Drei Symphonien (1917) sind im Stil pantheistischer Dichtung eines Whitman entstanden, die den Eindruck unbändiger Lebensfreude, in der sich der Mensch gänzlich verliert, hinterlassen soll. Mit seinen bizarren Assoziationen und einer hinkenden Rhythmik hat Krleža hingegen schlechte Kritiken geerntet. Der serbische Dichter und Kritiker Šime Pandurović spottete über eine Strophe, in der Krleža grotesk-hyperbolisch die Zerstörung seines eigenen Hirns verkündet, mit folgenden Worten: „Wir bezweifeln nicht daß ihm dies gelingen wird.“
Dieser Phase folgten dann reifere Arbeiten, die in mehreren Gedichtsbänden veröffentlicht wurden. Die Arbeiten entstanden unter dem Einfluss des Expressionismus und der europäischen Antikriegslyrik. In seinen Werken dominiert eine Mischung aus Verfremdung und Mitgefühl. Seine Gedichte sind geprägt von Bildern der Armut und sozialer Ungerechtigkeit. Das wichtigste Merkmal dieser Phase ist die Reife des Dichters. Aus dem überreizten, sensiblen jungen Künstler ist ein starker und eindrucksvoller Lyriker geworden, der in seinem Korpus viele Einflüsse integriert und assimiliert hat, so die Elemente des Dadaismus, Surrealismus, Formalismus, Expressionismus, geistige Bewegungen französischen und deutschen Ursprungs.
Das wichtigste poetische Werk Krležas ist Balade Petrice Kerempuha (1936). Mit diesen Baladen erschuf er eine eigene Sprache, ein Hybridinstrument mit Elementen der lateinischen, ungarischen, deutschen und italienischen Sprache sowie kajkavischen, kroatischen, štokavischen und italienischen Lexemen und verschiedenen anderen stilistischen Mitteln. In diesem Werk geht es um den plebejischen „Propheten“ Petrica Kerempuh, der das sozial und national unterdrückte kroatische Volk symbolisiert. Die Thematik ist vielseitig und es überwiegen blutige Bilder der Zerstörung und Folter, des Verrats, des Betrugs und der Entfremdung.

## Dramen
In seiner überaus großen Schaffensenergie wandte er sich auch der Dramatik zu, von der er schon als junger Mann fasziniert war, besonders von den skandinavischen Dramatikern. Dank seiner Ehefrau, einer bekannten Theaterschauspielerin, verfügte er auch über einen guten Einblick in das Theatermillieu.
„Dem lyrischen, Wilde‘schen Symbolismus meiner ersten Werke Saloma, Legenda, Sodoma folgten Arbeiten mit der Szenerie brennender Züge, massenhaft Leichen, der Galgen und Gespenster wie auch Dynamik jeglicher Art: die Schiffe versanken, die Kirchen und Kathedralen stürzten ein, die Handlung spielte sich auf Panzerschiffen von dreißigtausend Tonnen, es feuerten die ganzen Regimente, und die Menschen starben in Massen ( Hrvatska Rapsodija, Galicija, Michelangelo, Kolumbo, Golgota usw.)“
Die in seiner frühen Phase entstandenen Dramen Kraljevo, Kristofor Kolumbo, Michelangelo Buonarrotti sind geprägt von prometheischen und titanischen Weltansichten mit heldenhaften Figuren, aber auch grotesken Karnevalfarcen.
In der zweiten Phase schreibt Krleža handlungsreiche Dramen. Realistisch werden die letzten Tage des Österreich-Ungarischen Reiches mit seinen sozialen und nationalistischen Wirrungen geschildert. Aus dieser Zeit stammen die Dramen Galicija, Golgota und Vučjak (1922, 1923).
Die dritte Phase seines Schaffens ist auch seine stärkste. Jetzt entstehen Gospoda Glembajevi, U agoniji und Leda (1928, 1932). In dieser Phase kehrt der Schriftsteller zu seinem früheren Ideal, der skandinavischen, naturalistisch-symbolistischen Dramatik zurück.
In Gospoda Glembajevi (Die Herren Glembaj) beschreibt er den Verfall und Untergang einer Familie aus einer sozial höher stehenden Schicht. „Einerseits schreibt die Kritik über mich, ich wäre ein Expressionist und Futurist, dabei schreibe ich heute psychologische Dialoge der schwedischen Schule mit einer 40–50-jährigen Verspätung im Vergleich mit ähnlichen Experimenten der westlichen Literatur, ich, in den Augen unserer Kritiker der extremste Dramatiker…“
Sein Nachkriegs-Opus enthält mehrere Dramen, die bekanntesten sind Aretej und Saloma. Es sind dramatische Fantasien, die sich außerhalb der reellen Welt abspielen, aber immer seine Lieblingsthemen Geschichte, Krieg und Politik miteinbeziehen. In sich stets wiederholenden Mustern versucht er in diesen Dramen, den Sinn des Lebens zu ergründen. Auch wenn Aretej aufführungsmäßig sehr anspruchsvoll ist, gehört dieses Drame seit Jahren zum Pflichtprogramm der Sommerspiele in Dubrovnik.

## Novellen und Erzählungen
Krležas Novellen und Erzählungen sind, neben den Werken der Autoren Ranko Marinković und Ivo Andrić, in der kroatischen Literatur, hervorragend. Ihre Aussagekraft und Universalität kommen den Werken eines Thomas Mann oder Albert Camus nahe.
Aus dem ersten Zyklus stammt Hrvatski bog Mars. Hauptthema ist das sinnlose Sterben der kroatischen Heimwehrsoldaten, die im Ersten Weltkrieg zum Kämpfen in das östliche Galizien geschickt wurden. Der Stil ist typisch für Krleža – eine Mischung aus Impressionismus und Expressionismus, eine gehobene Rhetorik und melancholische Meditationen, naturalistische Beschreibungen des Lebens und Sterbens der Soldaten, geprägt von Wut und Unversöhnlichkeit. Krleža setzt dabei auf die kommunistische Revolution, die die Probleme der Unterdrückung und der imperialistischen Eroberungen dauerhaft lösen würde. Diese Denkweise trennten ihn hingegen von der Kriegs- und Nachkriegsliteratur anderer zeitgenössischer Autoren wie z. B. Hemingway, deren Werke von Hoffnungslosigkeit und Sinnlosigkeit geprägt sind.
Den zweiten Zyklus bilden die so genannten kleinbürgerlichen Novellen In extremis, Veliki meštar sviju hulja und Smrt bludnice Marije. In diesen Novellen dreht sich die Handlung hauptsächlich um den Konflikt des neurotischen kroatischen Intellektuellen mit seiner idealistischen revolutionären Ideologie in einer biederen bourgeoisen Umgebung.
Der dritte Zyklus seiner novellistischen Arbeit umfasst 11 Novellen, die in Beziehung zu seinem Dramawerk Die Herren Glembaj stehen. Thematisiert werden der materielle Aufstieg und der gleichzeitige moralische Abstieg des biederen Bürgertums. Die Gemeinsamkeit zu andern europäischen Naturalisten der Jahrhundertwende sind dabei offensichtlich.

## Romane
Seine Romane sind in einem „barocken“ Stil, mit einer reichlich verzierten Sprache, aber auch mit vielen Neubildungen und Zusammensetzungen geschrieben. Wie in den intellektuellen Werken anderer zeitgenössischer Künstler (Robert Musil, Rainer Maria Rilke) findet man auch in Krležas Romanen überreiche Handlungen, dramatische Szenen, aber auch kontemplative Passagen vor, die immer wieder mit essayistischen Einschüben unterbrochen werden, die vom menschlichen Dasein, der Kunst, Politik und Geschichte handeln, wie es auch schon für Dostojewskis Romane charakteristisch war. Dominant ist die existenzialistische Vision des menschlichen Schicksals. Die Romane zeichnen sich durch eine elaborierte Rhetorik, Dialoge, ein Meer von Bildern, Geräuschen und Assoziationen und eine Verflechtung verschiedener Stimmen, auch derjenigen des Autors, aus.
Die Handlungsdramatik spielt sich im gewaltigen Strudel der politischen Geschehnisse ab und bietet keine Gelegenheit für separate intellektuelle Analysen.
Krležas wichtigste Romane sind: Die Rückkehr des Filip Latinovicz / Povratak Filipa Latinovicz (1938), Ohne mich. Eine einsame Revolution. / Na rubu pameti (1938), Bankett in Blitwien / Banket u Blitvi (1938, 1939, 1962) und Die Fahnen / Zastave (1967).

## Die Rückkehr des Filip Latinovicz
Dieser Roman, eine Künstlerbiographie, ist das repräsentativste Werk des Autors geworden. Filip Latinovicz ist nur einer der vielen hypersensiblen, intellektuellen Figuren Krležas, die nach ihrer Identität suchen. Krleža wählte als Hauptthema das odysseische und biblische Motiv der Rückkehr des Verlorenen Sohnes. Nach 23 Jahren kehrt Filip nach Hause zurück. Seine Rückkehr hatte mehrere Gründe. Das Leben in der Fremde war eine Weile lang stimulierend für seine Kunst, doch bald wuchs das Gefühl der Fremdheit, der Isolation und der Unsicherheit. Filip irrte umher, fand nirgends die neue Heimat, und überall blieb er ein Fremder, ein déraciné.
Zu dieser Situation gesellt sich die künstlerische Impotenz und Resignation. Als ein einst erfolgreicher fauvistischer Maler gibt er zu, schon lange nichts mehr gemalt zu haben. Entfremdung, Identitätskrise, Wertezerfall, Enttäuschung über die europäische Kultur und Zivilisation, künstlerische Ermattung – das ist sein geistiges Gepäck, mit dem er in der Hoffnung, neue Kraft aus seiner ehemaligen Umgebung zu schöpfen, in sein Heimatland zurückkehrt.
Sein zweiter Grund zur Rückkehr ist die Frage der Vaterschaft. Filip ist der uneheliche Sohn der Kioskbetreiberin Regina, einer moralisch problematischen Frau, die gegenüber ihrem Sohn immer sehr kalt war und ihm nie die Wahrheit über seinen Vater gesagt hatte. Gerüchten gemäß soll er sogar ein Kind des Bischofs sein. Das Geheimnis des „unreinen Blutes“ verfolgte ihn sein ganzes junges Leben, und mit 40 Jahren wollte Filip endlich eine Antwort darauf haben.
Die Rückkehr des Filip Latinovicz ist ein existenzialistischer Roman, der vor Sartres Ekel und Camus’ Der Fremde herausgegeben wurde. Aber außer der existenzialistischen Sichtweise auf die charakteristischen Probleme wie Vaterschaftsfrage, Identitätskrise, Entfremdung, Entwurzelung, Einsamkeit, Ekelgefühl und der Unfähigkeit, mit anderen Menschen zu kommunizieren, war die Psychoanalyse Freuds ein weiterer wichtiger Aspekt. Ihr Einfluss zeigt sich in der Darstellung der Beziehung zwischen Filip und seiner Mutter, in der Verarbeitung der Kindheitserlebnisse, der Analyse der unbewussten Reaktionen, der Problematisierung der Sexualität wie auch der Übernahme der anthropologischen Ansichten Freuds (im Roman dargestellt als Kyriales). Wie das Vergangene in die Gegenwart zurückgerufen wird, lässt auch an Marcel Proust oder an den Erkenntnistheoretiker Ernst Mach denken.
Die Rückkehr des Filip Latinovicz ist ein Schlüsselwerk sowohl in der Entwicklung des kroatischen psychologischen Romans als auch im Prozess der Intellektualisierung der kroatischen Prosa.

## Rezeption

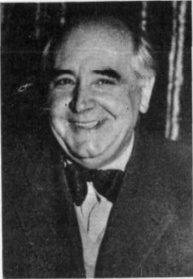
Miroslav Krleža (1953)

Nichts ist lustiger als ein verheirateter Philosoph – Miroslav Krleža
Miroslav Krleža ist ein sehr grober Schriftsteller, Menschen mit sogenannten feinen Nerven sollten ihn nicht lesen. – Ivo Goldstein 
„Was für ein Essayist ist da zu entdecken! Welche Sprachgewalt, welcher wahrhaft imponierende Weit- und Umblick über die Grenzen der eigenen Sprache, Kultur, Ideologie und Epoche hinaus, welche Fähigkeit, das Entlegene, das scheinbar Unzusammenhängende wie selbstverständlich zusammen zu sehen! Ein Gelehrter und doch von der Leidenschaft des Rühmens wie des Verwerfens erhitzter Schriftsteller wollte Krleža den kroatischen Künstlern und Intellektuellen, wollte er der kroatischen Kultur den Weg nach Europa weisen – und für die empfohlenen Erkundungsfahrten gleich selbst den Immunstoff gegen europäische Modekrankheiten des Geistes bereitstellen. Nichts darf die Literatur vergessen, niemand darf sie vergessen – im gewaltigen Werk des Miroslav Krleža sind die Namen der Namenlosen und Jahrhunderte kroatischer Geschichte in Knechtschaft und Auflehnung verzeichnet. Aber da dieses Kroatien, wie es Krleža mit Zuneigung und Kritik gestaltet hat, stets ein historisches Krisengebiet war, in dem die Erdbeben Europas nachbebten und kommende Zusammenbrüche sich knirschend und krachend ankündigten, ist in Krležas Gedächtnis des kroatischen Volkes auch europäische Geschichte aufgehoben.“ Karl-Markus Gauss
Krleža war einer der wichtigsten Autoren im ehemaligen Jugoslawien. Er besaß eine große Sprachgewalt und war äußerst produktiv, bediente sich verschiedener Schreibstile, von Naturalismus über Symbolismus und Realismus bis zum Expressionismus. Politische Themen standen ganz hoch auf seiner Liste, er reagierte wortreich und gereizt, wenn es um Gott und um Geistliche ging, um seine Hassliebe zu Kakanien, um das Kleinbürgertum, die degenerierte Aristokratie oder um gewissenlose Geschäftemacher, die er auch da durchschaute, wo sie sich kroatisch drapierten. Er war ein leidenschaftlicher Erzähler. Gefühlskälte verabscheute er zutiefst.

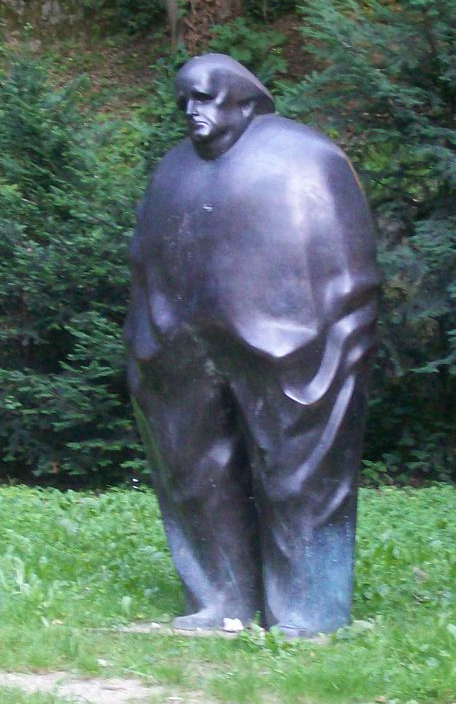
Denkmal Krležas, Zagreb

Seine linksorientierte politische Einstellung hat sich in Kroatien in den letzten 20 Jahren negativ auf die Bewertung seiner literarischen Leistung ausgewirkt. Das literarische Opus blieb im Schatten der Politisierung, und erst in den letzten paar Jahren ist eine vorsichtige Renaissance wahrzunehmen. Dabei war er ein Künstler, der Dummheit und doktrinäre Uneinsichtigkeit verabscheute, er ließ keine Gelegenheit aus, sie in seinen Werken anzugreifen. Von Anfang an war er gegen alles Orthodoxe, auch gegen die orthodox-marxistische Auffassung der Literatur. Er polemisierte in den Dreißigern gegen die Schriftsteller, die die sowjetische Doktrin des Sozialistischen Realismus übernehmen wollten. Er setzte sich dafür ein, dass die Kunst ihre Individualität behält. Er betonte, welche Verantwortung der Künstler trägt und dass es zu seinen Aufgaben nicht gehört, im Dienst des Staates und dessen Ideologie zu stehen. Die endgültige Abkehr von der Doktrin des Sozialistischen Realismus verkündete er 1952 auf dem Schriftstellerkongress in Ljubljana. Das war ein wichtiger Beitrag für die Entwicklung der slawischen Literatur. Jugoslawien vollzog 1948 einen politischen Bruch mit der Sowjetunion.
„… Damals reiste der ungarische Journalist François Fejtő durch Kroatien und fragte einen Lehrer, wer ihr größter Romanautor sei. ... Seinen komplizierten Namen schrieb ich mir auf: Miroslav Krleža. Wer ihr größter Dramatiker sei? Der Lehrer zögerte, dann antwortete er: ‚Miroslav Krleža‘. Wer ihr größter Essayist sei, ihr größter Lyriker? Womöglich auch Miroslav Krleža? ‚Ja, wenn man es sich genau überlegt, wieder Miroslav Krleža. Leider‘, fügte der Herr Lehrer melancholisch hinzu. ‚Warum leider?‘, fragte ich. ‚Leider – weil Krleža ein unmöglicher Mensch ist, ein Marxist.‘ Seine Werke nannte er das ‚Bollwerk gegen den Lebensekel‘. Schon in seinem Roman ‚Die Rückkehr des Filip Latinovic‘ hat er als erster diesen Terminus benutzt, sagte er zu Jean Paul Sartre, als dieser in den 1960er-Jahren Belgrad besuchte. Darauf soll Sartre genickt haben“, erzählt Bora Čosić
Aber das war keine Kunst, die Josef Stalin und seine Genossen sehen wollten, die Kunst musste eine Waffe gegen den Faschismus sein. Als Krleža sich dagegen wendet, gerät er in den Konflikt mit seiner Partei. Er wurde in den 30er-Jahren aus der Partei ausgeschlossen, obwohl Josip Broz Tito in langen Gesprächen versuchte, auf ihn einzuwirken. Als dann 1948 der politische Bruch mit der Sowjetunion vollzogen war, steht Krleža plötzlich auf der richtigen Seite, ohne sich bewegt zu haben. Der Kroatistikprofessor Krešimir Nemec stellte bedauernd fest: „Er hat sich nie kritisch über Jugoslawien geäußert. Nicht über die Massenexekutionen nach 1945, nicht über Tito oder über seine Gefängnisinsel Goli Otok.“
Und doch hat er sich engagiert. Er setzte sich dafür ein, dass Danilo Kiš seinen Roman Grabmal für Boris Dawidowitsch, über eine Revolution, die ihre Kinder in den Gulag schickt, veröffentlichen konnte. 1967 unterschrieb Krleža die Deklaration über den Namen und die Lage der kroatischen Literatursprache, die gegen die Dominanz des Serbischen protestiert, was dazu führte, dass viele Menschen mit unterschrieben haben, ohne Angst zu haben – sagt Velimir Visković. Zum zweiten Mal erzürnt sich Tito über Krleža. Dieser tritt aus dem Bund der Kommunisten Kroatiens und schweigt von da an, auch während des kroatischen Frühlings 1970/71. Er schweigt während der Repressionen, aber interveniert bei Tito, um für den herzkranken Partisanengeneral Franjo Tudjman eine Haftverkürzung zu erwirken, so Velimir Visković. Dass zum 100. Geburtstag Krležas, 1993, der erste Band der Krležiana erschienen sei, erzählt Velimir Visković, ist niemand anderem als dem Premierminister Tudjman zu verdanken. „Er wollte Europa zeigen, dass der vermeintlich nationalistische Staat seinen großen linken Intellektuellen ehrt. Nein, an rühmenden Kollegen von höchster Autorität, an berühmten Bewunderern hat es ihm auch außerhalb seiner Heimat, hat es ihm in Italien, Österreich, Frankreich, in fast allen europäischen Ländern, nie gefehlt – und doch ist es dabei geblieben: Miroslav Krleža, kroatischer Dichter von europäischem Rang, ist immer noch ein unentdeckter, ein kaum zur Kenntnis genommener Schriftsteller“.
Krleža war Atheist, in allen seinen Werken sind Gott und die Kirche immer ein Thema, die Kirche überwiegend negativ, wobei er seinen Helden antithetisch und antinomisch denken lässt, ganz im Sinne der barocken Lyrik, so dass sie auch den Atheismus in Frage stellen. In Krležas Werken gibt es nicht einen positiv gezeichneten Geistlichen. Die subjektiven, überwiegend negativen Erfahrungen lassen die Kirche und alle Geistlichen als negativ erscheinen, was in den Augen mancher Kritiker tendenziös und pamphletisch sei und den künstlerischen Wert seiner Werke mindere.
Aber Krleža gibt es auch selbst in einem Gespräch mit dem Journalisten Enes Čengić zu: „… da versuchte ich etwas zu treiben, aber ich habe nicht in die Wahrheit tiefer eindringen wollen, ich habe viel zu einseitig gearbeitet, antikatholisch, um es einfach zu sagen.“
Man würde meinen, er schrieb linksorientiert, aber er war ein undogmatischer Sozialist und hat sozialkritisch, aber nicht parteipflichtig geschrieben.
Die Europäische Kritik sieht in ihm keinen klein-kroatischen Heimat- und Staatsautor, sondern einen gesellschaftskritischen und publizistischen Wegbereiter europäischer Geistigkeit.

## Ehrungen
- 1981 Internationaler Botew Preis[14]
- 1993 veröffentlichte die kroatische Post eine Briefmarke anlässlich des 100. Geburtstages von Miroslav Krleža.

## Werke (Auswahl)
Originalausgaben
- Legenda. 1914.
- Maskerata. 1914.
- Zarathustra i mladić. 1914.
- Pan. 1917.
- Tri simfonije. 1917.
- Lirika. 1918.
- Saloma. 1918.
- Pjesme. 1918–19 (3 Bde.).
- Michelangelo Buonarroti. 1919.
- Eppur si muove. 1919.
- Tri kavalira frajle Melanije. 1920.
- Magyar kiralyi honvéd novela-Kraljevsko-ugarska domobranska novela. 1921.
- Golgota. 1922.
- Adam i Eva. 1922.
- Novele. 1923.
- Vražji otok. 1923.
- Izlet u Rusiju. 1926.
- Glembajevi. 1929 (Uraufführung, Zagreb).[15]
- Knjiga pjesama. 1931.
- Moj obračun s njima. 1932.
- Knjiga Lirike. 1932.
- Deset krvavih godina. 1937.
- Dijalektički antibarbarus. 1939.
- Davni dani. 1956.
- Aretej. 1959.
- Zastave. Roman. 1967. (1967 unter der Regie von Mario Fanelli fürs jugoslawische Fernsehen verfilmt).
- Izabrana djela. 1969.
- 99 varijacija. 1972.
- Djetinjstvo i drugi spisi. 1972.
- Put u raj. 1973.
- Miroslav Krleža. Jubilarno izdanje. 1973.
- Dnevnik. 1977 (5 Bde.).

Deutsche Übersetzungen
- Glembajevi. 1929.

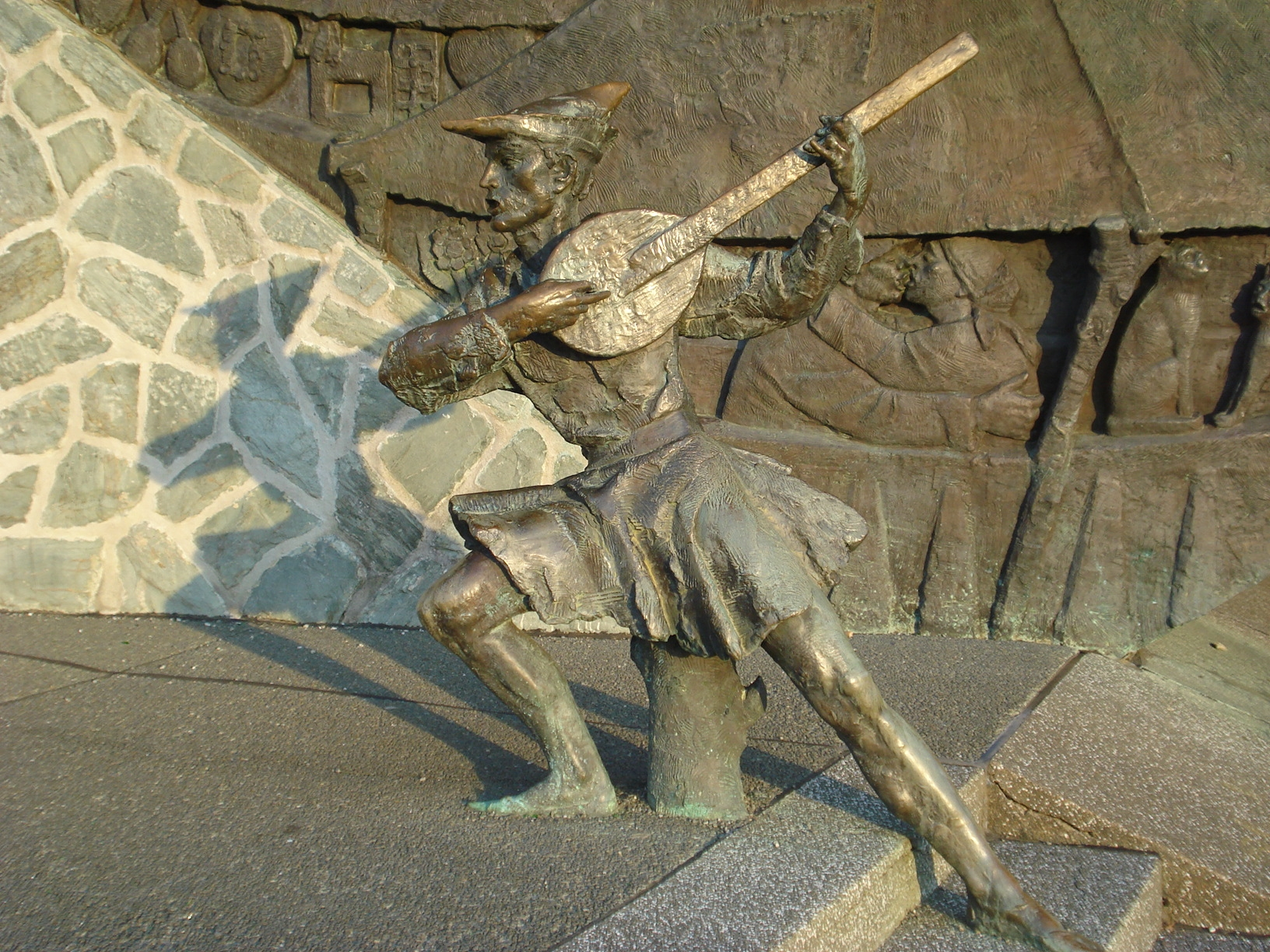
Petrica Kerempuh, die Hauptfigur der Balladen des Petrica Kerempuh, als Teil des monumentalen Denkmals des Bauernaufstands von 1573 in Gornja Stubica dargestellt

  - Deutsch: Die Glembays. Roman. Verlag Volk und Welt, Berlin 1972 (übersetzt von Barbara Sparing).
  - Deutsch: Die Glembays. Schauspiel in drei Akten. Sessler, Wien 1973 (übersetzt von Milo Dor).
  - Deutsch: Die Glembays. Roman. BoD, Norderstedt 2006, ISBN 3-8334-4484-3 (übersetzt von Veselinka Sedlić-Kovačević).
- Eseji. 1961/67.
  - Deutsch: Europäisches Alphabet. Aus den kulturgeschichtlichen Essays (= Stiasny Bücherei. Band 1000). Stiasny, Graz 1964 (übersetzt von Maksimilian Mrzljak).
  - Deutsch: Essays. Verlag Volk und Welt, Berlin 1974 (übersetzt von Barbara Sparing).
  - Deutsch: Essays. Über Literatur und Kunst. Athenäum Verlag, Frankfurt am Main 1987, ISBN 3-610-08457-X (übersetzt von Rupert S. Bauer).
- Sprovod u Teresienburgu.
  - Deutsch: Beisetzung in Theresienburg. Erzählung. Insel-Verlag, Leipzig 1977 (gekürzt und übersetzt von Barbara Sparing).
  - Deutsch: Beisetzung in Theresienburg (= Rowohlt Jahrhundert. Band 83). Rowohlt, Reinbek 1981, ISBN 3-499-40083-9 (EA 1964, übersetzt von Klaus Winkler).
- Djetinjstvo u Agramu godine 1902–1903. 1902/03.
  - Deutsch: Kindheit. Erinnerungen. Verlag Volk und Welt, Berlin 1981 (übersetzt von Barbara Antkowiak).
  - Deutsch: Kindheit in Agram. Erinnerungen. Athenäum Verlag, Frankfurt am Main 1986, ISBN 3-7610-8407-2 (übersetzt von Barbara Antkowiak, mit einer Einführung von Reinhard Lauer).
- Kraljevo.
  - Deutsch: Königlicher Jahrmarkt. Edition Erasmus, Zagreb 1993, ISBN 953-6132-00-1 (übersetzt von Ksenija Cvetković).
- Hrvatski bog Mars.
  - Deutsch: Der kroatische Gott Mars. Kriegsnovellen. Wieser Verlag, Klagenfurt 2009, ISBN 978-3-85129-843-7 (übersetzt von Milica Sacher-Masoch).
- U longoru.
  - Deutsch: Galizien. Dramen. Athenäum Verlag, Königstein/T. 1985, ISBN 3-7610-8385-8 (übersetzt von Milo Dor).
Inhalt: Die Wolfsschlucht. Stück in 3 Akten, Die Glembays. Ein Drama, Leda. Komödie einer Karnevalsnacht und In Agonie. ein Drama.
- Povratak Filipa Latinovicza.
  - Deutsch: Die Rückkehr des Filip Latinovics. Roman. Volksbuch Verlag, Wien 1968 (übersetzt von Klaus Winkler)
  - Deutsch: Die Rückkehr des Filip Latinovics. Roman. Aufbau Verlag, Berlin 1988, ISBN 3-351-00906-2 (übersetzt von Klaus Zöller).
  - Deutsch: Die Rückkehr des Filip Latinovics. Roman. Neuauflage. Wieser Verlag, Klagenfurt 2008, ISBN 978-3-85129-653-2 (übersetzt von Klaus D. Olof)[16]
- Balade Petrice Kerempuha.
  - Deutsch: Die Balladen des Petrica Kerempuh. Balladenzyklus (= Bibliothek der Zeitschrift „Most“). Kroatischer Schriftstellerverband „Die Brücke“, Zagreb 2016, ISBN 978-953-278-226-4 (EA 1978, übersetzt von Boris Perić)
- Na rubu pameti.
  - Deutsch: Ohne mich. Roman. Verlag Volk & Welt, Berlin 1966 (übersetzt von Ina Jun-Broda)
  - Deutsch: Ohne mich. Eine einsame Revolution. Roman. Neuauflage. Athenäum Verlag, Frankfurt am Main 1984, ISBN 3-7610-8343-2 (übersetzt von Ina Jun-Broda).[17]
- Banket u Blitvi.
  - Deutsch: Bankett in Blitwien. Athenäum Verlag, Frankfurt am Main 1984, ISBN 3-7610-8342-4 (übersetzt von Božena Begović und Reinhard Federmann)
- Veliki meštev sviju hulja.
  - Deutsch: Der Großmeister aller Schurken. In extremis. Erzählungen (= Insel-Bücherei; 786). Insel-Verlag, Frankfurt am Main 1963 (gekürzt und übersetzt von Miodrag Vukić und Dorothea Putter)
- Hiljadu i jedna smrt.
  - Deutsch: Tausendundein Tod. Erzählungen. Stiasny Verlag, Graz 1966 (übersetzt von Božena Begović).
  - Deutsch: Tausendundein Tod. Erzählungen. Fischer-Taschenbuchverlag, Frankfurt am Main 1987, ISBN 3-596-25494-9 (übersetzt von Božena Begović).
- Rekvijem.
  - Deutsch: Requiem für Habsburg. Erzählungen (= Bücher der Neunzehn; 166). Piper, München 1968 (übersetzt von Božena Begović).
- Zlato i srebro Zadra.
  - Deutsch: Der Gold- und Silberschatz von Zadar und Nin. Turistkomerc, Zagreb 1972.
  - Deutsch: Zadars Gold und Silber. Wieser Verlag, Klagenfurt 2007, ISBN 978-3-85129-657-0 (übersetzt von Gero Fischer).
- Illyricum sacrum.
  - Deutsch: Illyricum sacrum. Fragmente aus dem Spätherbst 1944. Wieser Verlag, Klagenfurt 2008, ISBN 978-3-85129-754-6 (übersetzt von Klaus D. Olof und Andrej Ivanji).
- Zastave.
  - Deutsch: Die Fahnen. Roman in fünf Bänden. Wieser, Klagenfurt 2016, ISBN 978-3-99029-201-3 (übersetzt von Gero Fischer [2, 3, 4] und Silvija Hinzmann [1, 5]).
  - Deutsch: Die Fahnen. Glossar der Bände 1–5. Wieser, Klagenfurt 2016, ISBN 978-3-99029-201-3.
- Izlet u Rusiju.
  - Deutsch: Reise nach Rußland. Wieser, Klagenfurt 2023, ISBN 978-3-99029-584-7

## Literatur

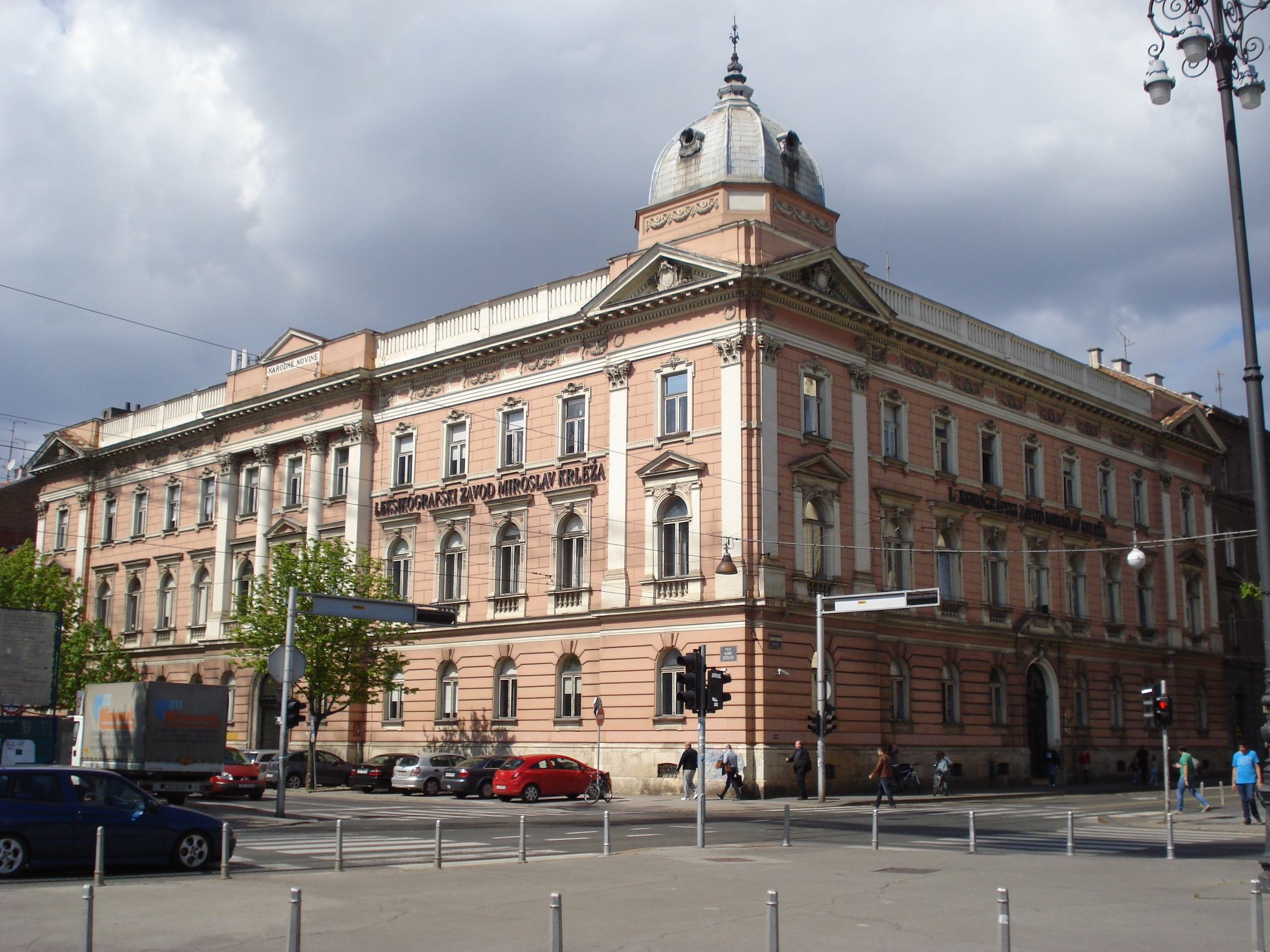
Das Gebäude des Lexikographischen Instituts Miroslav Krleža in Zagreb